# Joseph William Thornton
Pour les articles homonymes, voir Thornton.
Joseph William Thornton, né en 1870 et décédé en 1919 à Sheffield en Angleterre, est un confiseur britannique.
En 1911, il fonda sa propre confiserie dans Sheffield, prénommé Thorntons.